# Gg (digramme)
Cette page contient des caractères spéciaux ou non latins. S’ils s’affichent mal (▯, ?, etc.), consultez la page d’aide Unicode.
Pour les articles homonymes, voir GG.
Gg (minuscule gg) est un digramme de l'alphabet latin composé de deux G. 

## Linguistique
- En groenlandais, le digramme "gg" correspond au son [çː].

## Représentation informatique
Comme la majorité des digrammes, il n'existe aucun encodage de Gg sous un seul signe, il est toujours réalisé en accolant deux G.